# Monarthropalpus
Monarthropalpus is een muggengeslacht uit de familie van de galmuggen (Cecidomyiidae).

## Soorten
- M. flava (Schrank, 1776)
- M. flavus - buxusbladgalmug (Schrank, 1776)